# 宝石商リチャード氏の謎鑑定
『宝石商リチャード氏の謎鑑定』（ほうせきしょうリチャードしのなぞかんてい）は、辻村七子による日本のライト文芸作品。装画は雪広うたこ。集英社オレンジ文庫（集英社）より2015年12月から刊行されている。2021年6月時点でシリーズ累計部数は80万部を突破している。
本作はイギリスから来た美貌の宝石商リチャード・ラナシンハ・ドヴルピアンと正義感のある日本人男子大学生・中田 正義のコンビが宝石に潜んでいる持ち主の隠れた心理面を紐解く、宝石商と宝石を題材としたジュエルミステリーである。第1巻から第6巻までの第1部はオムニバス形式の短編集、第7巻以降の第2部からは長編形式がとられている。
第一部の各巻には4話の短編小説が収録されており、リチャードが経営する宝石店「ジュエリー・エトランジェ」を訪れる客にかかわる宝石の謎をリチャードが解決する内容となっている。また、本作は人種差別といったデリケートな題材も扱う。
ライターの嵯峨景子はリアルサウンドに寄せた記事の中で、第二部は宝石にまつわるエピソードは減った一方、リチャードをはじめとする登場人物たちの背景にまつわる物語が展開されたと指摘している。
2020年1月から3月までTVアニメが放送された。制作は朱夏。

## あらすじ

### 第一部
宝石商リチャード氏の謎鑑定
公務員を目指す大学生の中田 正義は、酔っ払いに絡まれていたイギリス人男性リチャード・ラナシンハ・ドヴルピアンを助ける。リチャードが宝石商であることを知った正義は、亡き祖母の遺品であるピンクサファイアの指輪の調査をリチャードに依頼し 、そのことをきっかけに「ジュエリー・エトランジェ」でアルバイトとして働き始める。
宝石商リチャード氏の謎鑑定 転生のタンザナイト
正義が将来の進路に迷っていた矢先、実父の染野閑が現れる。金に困っていた閑からしつこく迫られるようになった正義は、理由を伏せたうえでエトランジェをやめようとする。

### 第二部
宝石商リチャード氏の謎鑑定 紅宝石（）の女王と裏切りの海
大学卒業後、正義は公務員試験の勉強を続ける傍ら、リチャードの勤務先である宝石店の本社・スリランカでインターンをしていた。その矢先、ある人物から「リチャードを助けて」というメールがくる。正義は、リチャードの名前で予約された豪華客船に乗り込む。
宝石商リチャード氏の謎鑑定 夏の庭と黄金（）の愛
リチャードの母・カトリーヌの招待で、リチャードと正義は南フランスのプロヴァンスへ行く。2人はそこで出会ったオクタヴィアとともにあるゲームに挑む。
宝石商リチャード氏の謎鑑定 邂逅の珊瑚（）
戒厳令の発令を受け、正義は滞在先のスリランカから日本へ一時帰国するも、ヴィンセントという人物に会うために香港へ行く。
宝石商リチャード氏の謎鑑定 久遠の琥珀
リチャードと正義は、オクタヴィアからスリランカのリゾート地・ヌワラエリヤへ呼び出される。

### 第三部
宝石商リチャード氏の謎鑑定 少年と螺鈿箪笥
27歳になった正義は、引きこもりの母親を持つ少年・みのるを引き取る。

## 登場人物

### 主要人物
中田 正義（なかた せいぎ）
声 - 内田雄馬、松田利冴（少年時代）
公務員を目指す男子大学生。本作の主人公。
テレビ局の夜勤バイトの帰りに通りかかった公園で、泥酔の悪漢に絡まれていたリチャードを助ける。祖母の遺品であるピンクサファイアの指輪に関する調査をリチャードに依頼したことをきっかけに、「ジュエリー・エトランジェ」でアルバイトとして働き始める。
正義感が強く真っすぐな性格だが、時折突っ走ってしまうところがあり、リチャードに窘められている。また、良くも悪くも素直な性格である為、迂闊な失言で客の不興を買ってしまうこともある。
祖母はスリで母親とは仲が悪く、実父の家庭内暴力により両親は離婚、中田は母の再婚後の姓という複雑な家庭環境に育つ。
この複雑な過去がリチャードとの共通点となりそれぞれの家族の絆の修復のきっかけとなってゆく。
リチャード・ラナシンハ・ドヴルピアン（Richard Ranasinghe de Vulpian）
声 - 櫻井孝宏、山村響（少年時代）
イギリス人の宝石商であり、銀座に居を構える宝石店「ジュエリー・エトランジェ」のオーナー。週末はエトランジェの営業、それ以外の日は世界中の顧客の元を飛び回り仕事をこなす敏腕ビジネスマン。
30代に見えるが年齢不詳。英語や日本語を始めとして世界各地の十か国語以上の言語を使いこなす。好物は甘味で、正義の作るプリンを絶賛する。本名はリチャード・クレアモント（Richard Claremont）。ロンドンの伯爵家の後継者だが、遺産相続のトラブルにより実家とは絶縁状態にあり、祖母の母国であるスリランカに出奔中に宝石商となる。性格は潔癖かつ生真面目で、正義同様の正義感の持ち主である。根底では他者と円滑なコミュニケーションを取りたいと願っているが、美しすぎる容姿と高すぎるスキルのせいで嫉妬や誤解を受けることが多く、気の置ける友人がなかなかできなかった。貴族である先祖の人種差別のせいで実家がバラバラになり大勢の人が不幸になったことが骨身に染みており、「あらゆる人種、国籍、趣味、性的嗜好を差別しない」という宝石店エトランジェの約款を作る。彼とクレアモント家の関係者の人間関係がストーリーの軸となる。

### 正義の友人達
谷本晶子（たにもと しょうこ）
声 - 花澤香菜
正義と同じ大学の教育学部二年生。鉱物マニア。
良き相談相手であり、正義にとって特別な存在。
下村晴良（しもむら はるよし）
声 - 井口祐一
正義の友人。とあるきっかけで仲が深まり、気のおけない友人となる。

### リチャードの関係者
ジェフリー・クレアモント（Jeffrey Claremont）
声 - 松風雅也
クレアモント家の次男でリチャードの従兄弟に当たる。
アメリカで一族が経営する投資会社の経営に携わっている、金融タレント。
家族思いだが、リチャードとは複雑な関係を抱える。
ヘンリー・クレアモント（Henry Claremont）
声 - 梶裕貴
クレアモント家の長男でリチャードの従兄弟に当たる。
とある出来事に心を痛めて憔悴してしまった。
シャウル・ラナシンハ・アリー（Saul Ranasinghe Ali）
声 - 志賀麻登佳
ラナシンハジュエリーのオーナー。
リチャードの上司、雇用主に当たる。かなり癖のある男。
スリランカで出会ったリチャードに才能を見出だす。

## 評価
ライターの嵯峨景子は、リアルサウンドに寄せた記事の中で、「デリケートなテーマに切り込んだうえで、ステレオタイプな表現に陥ることなく、繊細かつ生々しい感情をえぐり出す作者の筆致こそ、『宝石商』シリーズの真骨頂であると個人的には主張したい。」と評価している。また、嵯峨は第二部において物語が世界規模で広がる中で、社会的な問題に向き合う様子が強く打ち出されたと述べている。

## 既刊一覧

### 小説
- 辻村七子（著）、雪広うたこ（装画）、集英社〈集英社オレンジ文庫〉、既刊12巻（2022年6月17日現在） 
  1. 『宝石商リチャード氏の謎鑑定』2015年12月22日第1刷発行（12月17日発売[8]）、ISBN 978-4-08-680054-9
  2. 『宝石商リチャード氏の謎鑑定 エメラルドは踊る』2016年5月25日第1刷発行（5月20日発売[9]）、ISBN 978-4-08-680081-5
  3. 『宝石商リチャード氏の謎鑑定 天使のアクアマリン』2016年11月23日第1刷発行（11月18日発売[10]）、ISBN 978-4-08-680106-5
  4. 『宝石商リチャード氏の謎鑑定 導きのラピスラズリ』2017年2月22日第1刷発行（2月17日発売[11]）、ISBN 978-4-08-680119-5
  5. 『宝石商リチャード氏の謎鑑定 祝福のペリドット』2017年8月27日第1刷発行（8月22日発売[12]）、ISBN 978-4-08-680143-0
  6. 『宝石商リチャード氏の謎鑑定 転生のタンザナイト』2018年1月24日第1刷発行（1月19日発売[13]）、ISBN 978-4-08-680169-0
  7. 『宝石商リチャード氏の謎鑑定 紅宝石（）の女王と裏切りの海』2018年6月26日第1刷発行（6月21日発売[14]）、ISBN 978-4-08-680198-0
  8. 『宝石商リチャード氏の謎鑑定 夏の庭と黄金（）の愛』2018年12月23日第1刷発行（12月18日発売[15]）、ISBN 978-4-08-680226-0
  9. 『宝石商リチャード氏の謎鑑定 邂逅の珊瑚（）』2019年8月26日第1刷発行（8月21日発売[16]）、ISBN 978-4-08-680266-6
  10. 『宝石商リチャード氏の謎鑑定 久遠の琥珀』2020年6月24日第1刷発行（6月19日発売[17]）、ISBN 978-4-08-680323-6
    - アクリルスタンドつき限定版（同日発売[18]）、ISBN 978-4-08-907067-3

  11. 『宝石商リチャード氏の謎鑑定 輝きのかけら』2021年6月23日第1刷発行（6月18日発売[19]）、ISBN 978-4-08-680388-5
  12. 『宝石商リチャード氏の謎鑑定 少年と螺鈿箪笥』2022年6月22日第1刷発行（6月17日発売[20]）、ISBN 978-4-08-680451-6
  13. 『宝石商リチャード氏の謎鑑定 ガラスの仮面舞踏会』2023年10月24日第1刷発行（10月19日発売[21]）、ISBN 978-4-08-680522-3

以下は未刊行。集英社オレンジ文庫のホームページ上にて公開されている。
- 『宝石商リチャード氏の謎鑑定 番外編 真砂なす』2023年8月18日 - 9月19日公開[22]
- 『宝石商リチャード氏の謎鑑定 ガラスの仮面舞踏会 番外編 きらきら星たちのパーティ』2023年10月19日公開[23]
- 『宝石商リチャード氏の謎鑑定 再開のインコンパラブル』2024年4月10日 - 7月10日公開[24]
- 『宝石商リチャード氏の謎鑑定 番外編 宝石の歌』2024年5月10日公開[25]

### 漫画
『コミックZERO-SUM』にて2020年1月号より連載開始。
- 辻村七子（著）、雪広うたこ（キャラクター原案）、あかつき三日（作画） 『宝石商リチャード氏の謎鑑定』 一迅社〈ZERO-SUMコミックス〉、既刊6巻（2024年3月29日現在）
  1. 2020年3月25日発売[27]、ISBN 978-4-7580-3498-2
  2. 2020年9月25日発売[28]、ISBN 978-4-7580-3539-2
    - 描き下ろしマンガ小冊子つき特装版（同日発売[29]）、ISBN 978-4-7580-3540-8

  3. 2021年2月25日発売[30]、ISBN 978-4-7580-3587-3
    - オールカラーミニイラスト集付き特装版（同日発売[31]）、ISBN 978-4-7580-3588-0

  4. 2021年12月25日発売[32]、ISBN 978-4-7580-3685-6
    - 小冊子付き特装版（同日発売[33]）、ISBN 978-4-7580-3686-3

  5. 2022年9月24日発売[34]、ISBN 978-4-7580-3789-1
  6. 2024年3月29日発売[35]、ISBN 978-4-7580-8491-8

### 関連書籍
公式ファンブック 『エトランジェの宝石箱』（ISBN 978-4-08-780889-6）が2019年11月26日に同レーベルから出ている。
辻村七子の個人ブログ掲載のショートストーリー、書店購入者特典ショートストーリー、カバーイラスト等が収録されている。

## テレビアニメ
2020年1月から3月までTOKYO MXほかにて放送された。

### スタッフ
- 原作 - 辻村七子[6]
- キャラクター原案 - 雪広うたこ[6]
- 監督・演出設計 - 岩崎太郎[6]
- 構成・脚本 - 國澤真理子[6]
- キャラクターデザイン - 近藤奈都子[6]
- リチャード監修 - 川添政和[6]
- プロップデザイン - 大坊佳代、西野美沙樹
- 宝石・ジャガーデザイン - 石本剛啓
- 宝石監修 - 工藤直一[6]
- 色彩設定 - 歌川律子[6]
- 美術　- 一色美緒[6]
- 美術設定 - 杉山晋史
- 撮影 - 塩川智幸[6]
- CGプロデューサー - 神林憲和[6]
- 編集 - 今井大介[6]
- 音響監督 - 本山哲[6]
- 音楽 - 戸田信子[6]
- 音楽制作 - エイベックス・ピクチャーズ[7]
- プロデューサー - 西浩子[7]、渡瀬昌太[7]、山崎史紀[7]、齋藤利勝[7]、相島豪太[7]、工藤雅世[7]、本橋修一[7]、大和田智之[7]、金庭こず恵[7]、佐藤圭介[7]、馬場楊子[7]
- アニメーションプロデューサー - 佐藤由美[7]
- アニメーション制作 - 朱夏[6]
- 製作 - 「宝石商リチャード氏の謎鑑定」製作委員会（エイベックス・ピクチャーズ、エー・ティー・エックス、博報堂DYミュージック&ピクチャーズ、エンタマ、GYAO、スタジオマウス、創通、日本アニメーション、BS11、ムービック、WOWOW、キュー・テック）

### 主題歌
「宝石の生まれるとき」
やなぎなぎの作詞・歌によるオープニングテーマ。作曲・編曲は北川勝利。
「Only for you」
Da-iCEによるエンディングテーマ。作詞はDa-iCEの大野雄大、作曲はTAKAROTとMLC、編曲はTAKAROT。

### 各話リスト
| 話数   | サブタイトル                 | 絵コンテ | 演出     | 作画監督                                              | 総作画監督                   | 放送日        |
| ------ | ---------------------------- | -------- | -------- | ----------------------------------------------------- | ---------------------------- | ------------- |
| 第1話  | ピンク・サファイアの正義     | 岩崎太郎 | 岩崎太郎 | 西川絵奈                                              | 近藤奈都子                   | 2020年 1月9日 |
| 第2話  | ルビーの真実                 | 伊藤秀樹 | 伊藤秀樹 | 竹本未希 福世真奈美                                   | 斎藤美香                     | 1月16日       |
| 第3話  | キャッツアイの慧眼           | 矢野博之 | 市村徹夫 | 山﨑絵里 竹本未希 青野厚司 福世真奈美                 | 鴨居知世 近藤奈都子          | 1月23日       |
| 第4話  | 戦うガーネット               | 植田羊一 | 殿水敦子 | 戸沢東 山中いづみ 牛島勇二                            | 斎藤美香 鴨居知世 近藤奈都子 | 1月30日       |
| 第5話  | 巡りあうオパール             | 篠原俊哉 | 高林久弥 | 西川絵奈 川村敏江                                     | 近藤奈都子                   | 2月6日        |
| 第6話  | 危ういトルコ石               | 鈴木薫   | 鈴木薫   | 青野厚司                                              | 鴨居知世 近藤奈都子          | 2月13日       |
| 第7話  | 受けつぐ翡翠                 | 長沼範裕 | 相澤伽月 | 渡邉亜彩美 近藤律子                                   | 鴨居知世 近藤奈都子          | 2月20日       |
| 第8話  | 天使のアクアマリン           | 市村徹夫 | 市村徹夫 | 竹本未希 川村敏江 西川絵奈                            | 近藤奈都子                   | 2月27日       |
| 第9話  | アレキサンドライトの秘めごと | 伊藤秀樹 | 市村徹夫 | 西川絵奈 青野厚司                                     | 近藤奈都子                   | 3月5日        |
| 第10話 | 導きのラピスラズリ           | 伊藤秀樹 | 伊藤秀樹 | 伊藤秀樹 西川絵奈 川村敏江 小林美由紀 青野厚司        | 近藤奈都子 鴨居知世          | 3月12日       |
| 第11話 | 祝福のペリドット             | 奥田佳子 | 鈴木薫   | 山﨑絵里 竹本未希 川村敏江 大城美幸                   | 近藤奈都子                   | 3月19日       |
| 第12話 | 転生のタンザナイト           | 岩崎太郎 | 鈴木薫   | 西川絵奈 青野厚司 山﨑絵里 竹本未希 川添政和 伊藤秀樹 | 近藤奈都子 鴨居知世          | 3月26日       |

### 放送局
| 放送期間                | 放送時間                     | 放送局   | 対象地域 | 備考                                     |
| ----------------------- | ---------------------------- | -------- | -------- | ---------------------------------------- |
| 2020年1月9日 - 3月26日  | 木曜 23:30 - 金曜 0:00       | AT-X     | 日本全域 | 製作参加 / CS放送 / リピート放送あり     |
| 2020年1月10日 - 3月27日 | 金曜 0:00 - 0:30（木曜深夜） | TOKYO MX | 東京都   |                                          |
|                         |                              | BS11     | 日本全域 | 製作参加 / BS放送 / 『ANIME+』枠         |
| 2020年1月16日 - 4月2日  | 木曜 0:30 - 1:00（水曜深夜） | WOWOW    | 日本全域 | 製作参加 / BS放送 / 『アニメプライム』枠 |

| 配信開始日 | 配信時間        | 配信サイト                                                                                                |
| --- | --------------- | --- |
| 2020年1月10日 | 金曜 0:30 更新  | dTV GYAO! ひかりTV Rakuten TV DMM.com ビデオマーケット GYAO!ストア ミレール ニコニコチャンネル HAPPY!動画 |
| | 金曜 12:30 更新 | バンダイチャンネル                                                                                        |
| | 金曜 19:30 更新 | TSUTAYA TV                                                                                                |
| 2020年1月12日 | 日曜 0:00 更新  | J:COMオンデマンド                                                                                         |
| | 日曜 12:00 更新 | dアニメストア アニメ放題 U-NEXT あにてれ                                                                  |
| 2020年1月13日 | 月曜 12:00 更新 | ムービーフル                                                                                              |
| 2020年1月23日 | 木曜 0:00 更新  | Paravi |
| dTV・GYAO!・Paravi・ムービーフル・アニメ放題・dアニメストア・U-NEXT・あにてれ・J:COMオンデマンド以外の配信プラットフォームは2020年1月11日に一斉配信。 |                 | |

### BD / DVD
| 巻 | 発売日        | 収録話          | 規格品番   | 規格品番   |
| 巻 | 発売日        | 収録話          | BD         | DVD        |
| -- | ------------- | --------------- | ---------- | ---------- |
| 1  | 2020年3月27日 | 第1話 - 第3話   | EYXA-12900 | EYBA-12896 |
| 2  | 2020年4月24日 | 第4話 - 第6話   | EYXA-12901 | EYBA-12897 |
| 3  | 2020年5月29日 | 第7話 - 第9話   | EYXA-12902 | EYBA-12898 |
| 4  | 2020年6月26日 | 第10話 - 第12話 | EYXA-12903 | EYBA-12899 |

### ドラマCD
| 巻 | タイトル                 | 発売日        | 規格品番   |
| -- | ------------------------ | ------------- | ---------- |
| 1  | 追憶のダイヤモンド       | 2020年5月27日 | EYCA-12590 |
| 2  | 挑むシトリン             | 2020年5月27日 | EYCA-12591 |
| 3  | サードニクスの横顔       | 2020年6月24日 | EYCA-12592 |
| 4  | ジルコンの尊厳           | 2020年6月24日 | EYCA-12593 |
| 5  | 麗しのスピネル           | 2020年7月22日 | EYCA-12594 |
| 6  | パライバ・トルマリンの恋 | 2020年7月22日 | EYCA-12595 |